# Hylcalosia ruficeps
Hylcalosia ruficeps är en stekelart som först beskrevs av Cameron 1910.  Hylcalosia ruficeps ingår i släktet Hylcalosia och familjen bracksteklar. Inga underarter finns listade i Catalogue of Life.